# Блицавс, Стефани
Стефани «Стеф» Блицавс (англ. Stephanie "Steph" Blicavs; в девичестве Камминг (англ. Cumming); род. 26 июля 1990 года, Данденонг, штат Виктория, Австралия) — австралийская профессиональная баскетболистка, выступавшая в женской национальной баскетбольной лиге (ЖНБЛ). Играла на позиции атакующего защитника и лёгкого форварда. Трёхкратная чемпионка женской НБЛ (2012, 2015, 2020).
В составе национальной сборной Австралии она стала победительницей Игр Содружества 2018 года в Голд-Косте, а также завоевала серебряные медали чемпионата Азии 2017 года в Индии и бронзовые медали летней Универсиады 2011 года в Шэньчжэне и летней Универсиады 2013 года в Казани.

## Ранние годы
Стефани родилась 26 июля 1990 года в городе Данденонг (штат Виктория), юго-восточном пригороде Мельбурна.